# تيودور كيرشنر
تيودور كيرشنر (بالألمانية: Theodor Kirchner)‏ (و. 1823 – 1903 م) هو ملحن، وموزع (موسيقى)، وعازف بيانو ألماني، يستخدم آلات بيانو، وأورغن، توفي في هامبورغ، عن عمر يناهز 80 عاماً.

## روابط خارجية
- تيودور كيرشنر على موقع ميوزك برينز (الإنجليزية)
- تيودور كيرشنر على موقع ديسكوغز (الإنجليزية)